# Soufian Benyamina
Soufian Benyamina (ur. 2 marca 1990 w Berlinie) – niemiecki piłkarz pochodzenia algierskiego występujący na pozycji napastnika.

## Kariera klubowa

### FC Carl Zeiss Jena
1 lipca 2009 przeszedł z juniorskich drużyn Unionu Berlin do FC Carl Zeiss Jena. W pierwszym profesjonalnym meczu w karierze wystąpił 29 lipca 2009 w meczu 3. Fußball-Ligi przeciwko SV Sandhausen (2:2). Pierwszą bramkę zdobył 25 października 2009 w meczu ligowym przeciwko SpVgg Unterhaching (3:1).

### VfB Stuttgart
1 lipca 2010 podpisał kontrakt z niemieckim klubem VfB Stuttgart. Początkowo występował w meczach drugiego zespołu, który rozgrywał swoje mecze w 3. Fußball-Lidze. W barwach nowej drużyny zadebiutował 24 lipca 2010 w meczu ligowym przeciwko FC Rot-Weiß Erfurt (3:1). Pierwszą bramkę w barwach klubu zdobył 18 września 2010 w meczu ligowym przeciwko SV Sandhausen (0:1). W pierwszej drużynie zadebiutował 8 grudnia 2012 w meczu Bundesligi przeciwko FC Schalke 04 (3:1).

### Dynamo Drezno
1 lipca 2013 przeszedł do Dynama Drezno. W barwach klubu zadebiutował 29 lipca 2013 w meczu 2. Bundesligi przeciwko VfL Bochum (1:1). Rozegrał również kilka meczów w drugiej drużynie, strzelając swojego pierwszego gola w meczu 5 ligi niemieckiej przeciwko Energie Cottbus (3:0).

### Preußen Münster
7 stycznia 2014 został wypożyczony do Preußen Münster. W barwach zespołu zadebiutował 25 stycznia 2014 w meczu 3. Fußball-Ligi przeciwko FC Rot-Weiß Erfurt (0:0). Pierwszego gola zdobył 1 marca 2014 w meczu ligowym przeciwko VfL Osnabrück (1:1). Razem z klubem w sezonie 2013/14 zdobył Puchar Westfalii.

### SV Wehen Wiesbaden
1 lipca 2014 podpisał kontrakt z SV Wehen Wiesbaden. W nowym klubie zadebiutował 2 sierpnia 2014 w meczu ligowym przeciwko SpVgg Unterhaching (3:3). Pierwszą bramkę zdobył 22 sierpnia 2014 w meczu ligowym przeciwko VfB Stuttgart II (4:1).

### Hansa Rostock
31 sierpnia 2015 przeszedł do Hansy Rostock. W drużynie zadebiutował 5 września 2015 w meczu 3. Fußball-Ligi przeciwko FC Erzgebirge Aue (0:0). Pierwszego gola w barwach klubu zdobył 11 września 2015 w meczu ligowym przeciwko Energie Cottbus (1:1). Razem z klubem trzy razy z rzędu wywalczył Puchar Meklemburgii‑Pomorza Przedniego.

### Pogoń Szczecin
1 lipca 2018 na zasadzie wolnego transferu przeszedł do Pogoni Szczecin, z którą podpisał dwuletni kontrakt. Podczas okresu przygotowawczego, w meczu z Błękitnymi Stargard, po zderzeniu z przeciwnikiem doznał urazu twarzoczaszki i został przetransportowany do szpitala w Berlinie. Pęknięcie czaszki uszkodziło prawą gałkę oczną i spowodowało, że Benyamina nie widział na prawe oko. Po kilku miesiącach zawodnik wrócił do treningów z mniejszym obciążeniem, a jego przerwa od gry trwała pół roku. W barwach Pogoni zadebiutował 3 grudnia 2018 w meczu Ekstraklasy przeciwko Piastowi Gliwice (3:0). Pierwszą bramkę zdobył 7 kwietnia 2019 w meczu ligowym przeciwko Arce Gdynia (3:3). 2 kwietnia 2020 klub rozwiązał z zawodnikiem kontrakt za porozumieniem stron.

### VfB Lübeck
17 września 2020 podpisał kontrakt z klubem VfB Lübeck. Zadebiutował 25 września 2020 w meczu 3. Fußball-Ligi przeciwko SpVgg Unterhaching (1:0). Pierwszą bramkę zdobył 24 października 2020 w meczu ligowym przeciwko Hallescher FC (2:3). W sezonie 2020/21 jego zespół zajął przedostatnie miejsce w tabeli i spadł do Fußball-Regionalligi, a Benyamina rozwiązał umowę z zespołem.

### Viktoria Berlin
28 lipca 2021 przeszedł do drużyny Viktorii Berlin. Zadebiutował 1 sierpnia 2021 w meczu 3. Fußball-Ligi przeciwko Eintrachtowi Brunszwik (0:4). Pierwszą bramkę zdobył 11 sierpnia 2021 w meczu Pucharu Berlina przeciwko Wittenauer SC Concordia (0:8), w którym zdobył dwa gole. Pierwszą bramkę w lidze zdobył 24 sierpnia 2021 w meczu przeciwko FSV Zwickau (1:1). 21 maja 2022 wystąpił w finale Pucharu Berlina przeciwko VSG Altglienicke (1:2) i zdobył trofeum.

## Statystyki
(aktualne na dzień 8 czerwca 2022)
| Klub                   | Sezon              | Liga               | Liga  | Liga   | Puchar kraju | Puchar kraju | Inne  | Inne   | Suma  | Suma   |
| Klub                   | Sezon              | Liga               | Mecze | Bramki | Mecze        | Bramki       | Mecze | Bramki | Mecze | Bramki |
| ---------------------- | ------------------ | ------------------ | ----- | ------ | ------------ | ------------ | ----- | ------ | ----- | ------ |
| FC Carl Zeiss Jena     | 2009/10            | 3. Fußball-Liga    | 18    | 3      | 0            | 0            | 1     | 0      | 19    | 3      |
| FC Carl Zeiss Jena     | Ogólnie            | Ogólnie            | 18    | 3      | 0            | 0            | 1     | 0      | 19    | 3      |
| VfB Stuttgart II       | 2010/11            | 3. Fußball-Liga    | 35    | 7      | 0            | 0            | –     | –      | 35    | 7      |
| VfB Stuttgart II       | 2011/12            | 3. Fußball-Liga    | 33    | 9      | 0            | 0            | –     | –      | 33    | 9      |
| VfB Stuttgart II       | 2012/13            | 3. Fußball-Liga    | 30    | 12     | 0            | 0            | –     | –      | 30    | 12     |
| VfB Stuttgart II       | Ogólnie            | Ogólnie            | 98    | 28     | 0            | 0            | 0     | 0      | 98    | 28     |
| VfB Stuttgart          | 2012/13            | Bundesliga         | 2     | 0      | 0            | 0            | –     | –      | 2     | 0      |
| VfB Stuttgart          | Ogólnie            | Ogólnie            | 2     | 0      | 0            | 0            | 0     | 0      | 2     | 0      |
| Dynamo Drezno          | 2013/14            | 2. Bundesliga      | 4     | 0      | 0            | 0            | –     | –      | 4     | 0      |
| Dynamo Drezno          | Ogólnie            | Ogólnie            | 4     | 0      | 0            | 0            | 0     | 0      | 4     | 0      |
| Preußen Münster (wyp.) | 2013/14            | 3. Fußball-Liga    | 17    | 6      | 0            | 0            | 2     | 2      | 19    | 8      |
| Preußen Münster (wyp.) | Ogólnie            | Ogólnie            | 17    | 6      | 0            | 0            | 2     | 2      | 19    | 8      |
| SV Wehen Wiesbaden     | 2014/15            | 3. Fußball-Liga    | 32    | 7      | 1            | 0            | 3     | 3      | 36    | 10     |
| SV Wehen Wiesbaden     | 2015/16            | 3. Fußball-Liga    | 3     | 0      | 0            | 0            | 0     | 0      | 3     | 0      |
| SV Wehen Wiesbaden     | Ogólnie            | Ogólnie            | 35    | 7      | 1            | 0            | 3     | 3      | 39    | 10     |
| Hansa Rostock          | 2015/16            | 3. Fußball-Liga    | 15    | 3      | 0            | 0            | 3     | 3      | 18    | 6      |
| Hansa Rostock          | 2016/17            | 3. Fußball-Liga    | 20    | 4      | 0            | 0            | 3     | 1      | 23    | 5      |
| Hansa Rostock          | 2017/18            | 3. Fußball-Liga    | 35    | 11     | 1            | 0            | 5     | 2      | 41    | 13     |
| Hansa Rostock          | Ogólnie            | Ogólnie            | 70    | 18     | 1            | 0            | 11    | 6      | 82    | 24     |
| Pogoń Szczecin         | 2018/19            | Ekstraklasa        | 15    | 2      | 0            | 0            | –     | –      | 15    | 2      |
| Pogoń Szczecin         | 2019/20            | Ekstraklasa        | 10    | 0      | 1            | 0            | –     | –      | 11    | 0      |
| Pogoń Szczecin         | Ogólnie            | Ogólnie            | 25    | 2      | 1            | 0            | 0     | 0      | 26    | 2      |
| VfB Lübeck             | 2020/21            | 3. Fußball-Liga    | 24    | 3      | 0            | 0            | 0     | 0      | 24    | 3      |
| VfB Lübeck             | Ogólnie            | Ogólnie            | 24    | 3      | 0            | 0            | 0     | 0      | 24    | 3      |
| Viktoria Berlin        | 2021/22            | 3. Fußball-Liga    | 23    | 5      | 0            | 0            | 4     | 5      | 27    | 10     |
| Viktoria Berlin        | Ogólnie            | Ogólnie            | 23    | 5      | 0            | 0            | 4     | 5      | 27    | 10     |
| Ogólnie w karierze     | Ogólnie w karierze | Ogólnie w karierze | 316   | 72     | 3            | 0            | 21    | 16     | 340   | 88     |

## Sukcesy

### Preußen Münster
- Puchar Westfalii (1×): 2013/2014

### Hansa Rostock
- Puchar Meklemburgii‑Pomorza Przedniego (3×): 2015/2016, 2016/2017, 2017/2018

### Viktoria Berlin
- Puchar Berlina (1×): 2021/2022

## Życie prywatne
Jego brat Karim Benyamina również był piłkarzem, który występował na pozycji napastnika, a obecnie pełni funkcję trenera w klubie 1. FC Wilmersdorf. Jego ojciec jest Algierczykiem, a matka Niemką. Poza Karimem ma jeszcze czworo rodzeństwa: brata i trzy siostry.